# Garcinia mangostifera
Garcinia mangostifera är en tvåhjärtbladig växtart som beskrevs av Kanehira och Hatusima. Garcinia mangostifera ingår i släktet Garcinia och familjen Clusiaceae. Inga underarter finns listade i Catalogue of Life.